# Жаб'ячий кухоль

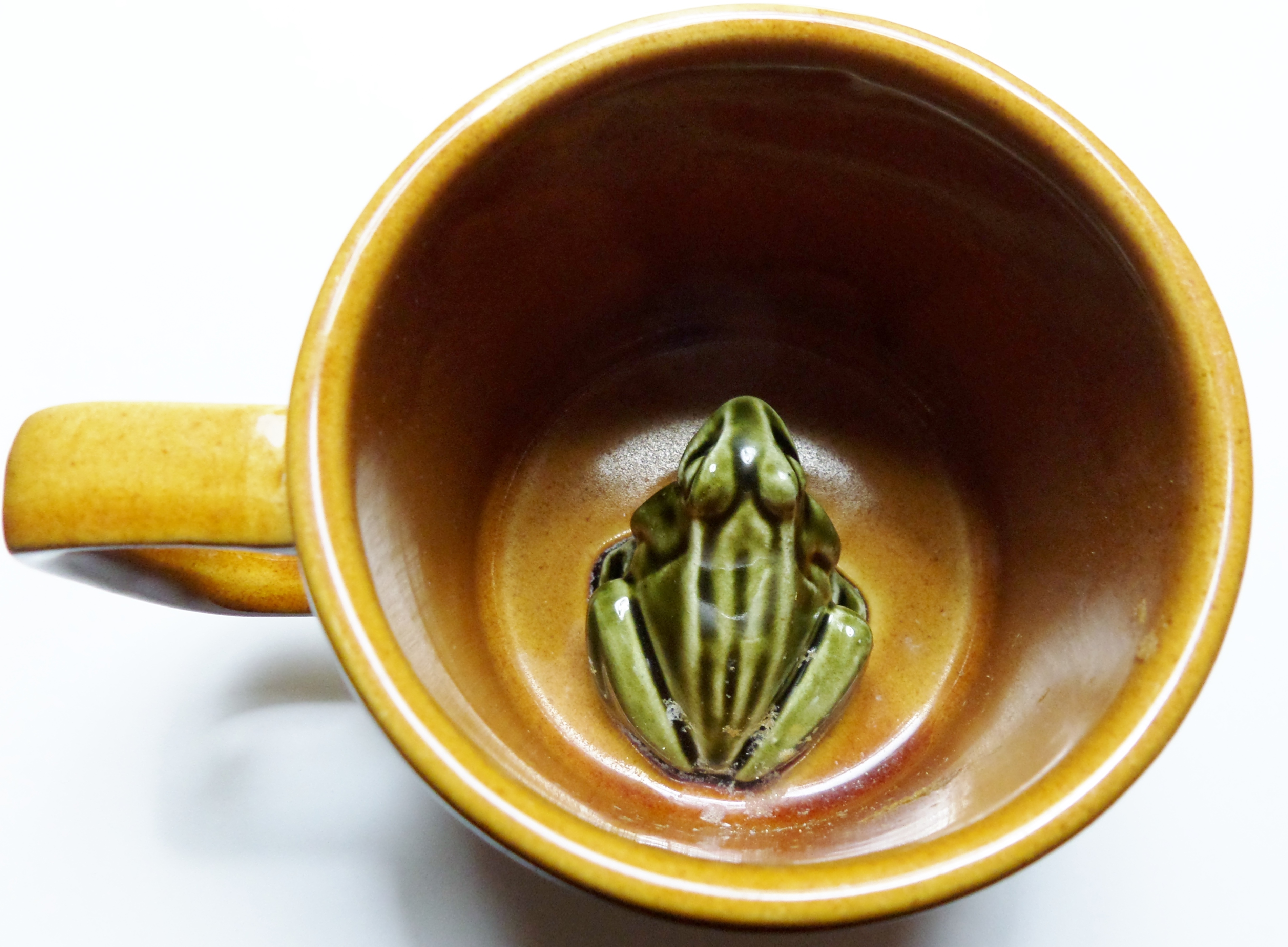
Сучасний жаб'ячий кухоль

Жаб'ячий кухоль (також відома як  кухоль-сюрприз або кухоль-жаба ) — це різновид керамічного кухля, який в основному використовується для пиття пива чи подібних алкогольних напоїв. Спочатку вони були створені в англійському місті Сандерленді, а потім розповсюдились й стали популярні у Стаффордширі, Вустерширі  і Ньюкаслі.  Ці кухлі були частиною традиції ігор з випивкою, таких як глечики-головоломки.  Гра була в тому, що на чашках була одна або кілька тривимірних керамічних жаб, які повільно з’являлися на дні посудини, коли її осушували.

## Опис
Ці жартівливі кухлі з жабами датуються приблизно 1775 роком й були популярними до кінця 19 століття. Людина, яка нічого не підозрює, буде здивована, коли вип'є пиво, і побачить жабу на дні кухля. У деяких випадках жаба могла булькати й плювати через отвір у роті, коли посудину нахиляли. Деякі посудини мали дві  або три ручки та могли містити кілька жаб.  Військово-морські згадки про такі кухлі часто зустрічаються через те, що вони часто використовувались в тавернах, які відвідують моряки. 

### Прикраса

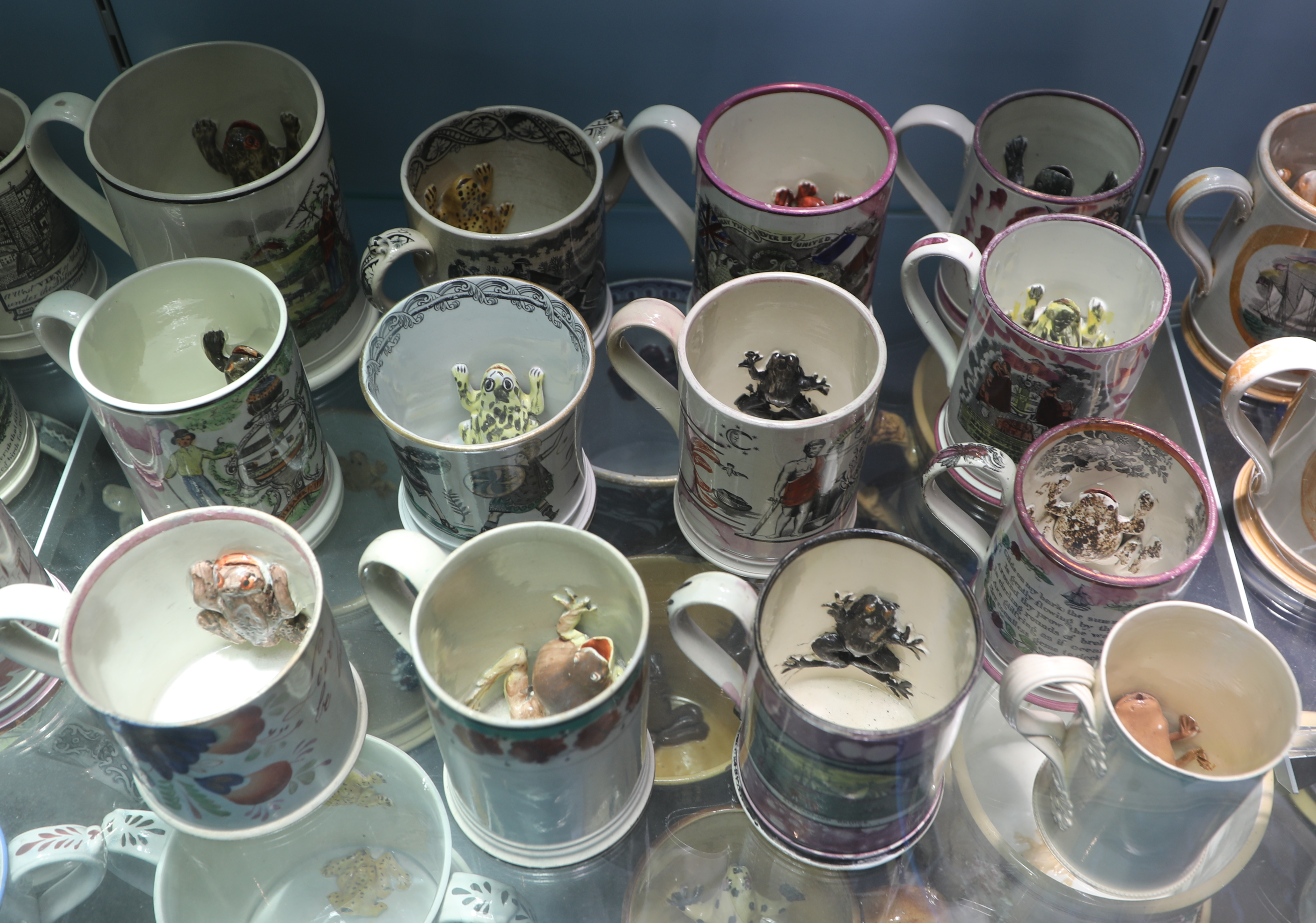
Чашки-жаби в Музеї й художній галереї кераміки в Стаффордширі

В Музеї й художній галереї кераміки в  Стаффордширі на жаб'ячих кухлях часто зустрічаються малюнки з патріотичними написами, девізами, прислів’ями, приказками, повчальними віршами, мальовничими зображеннями тощо, а на деяких можуть бути нанесені імена окремих людей, що свідчить про те, що іноді їх дарували як подарунок на відзначення особливої події. Були створені такі кухлі на честь успіхів у Кримській війні чи поразки Наполеона Бонапарта . 
Здивована жертва розіграшу іноді розбивала кухлі, і як запобіжний захід на кухлі писали застереження:
| «Ось солод і отрута , Здається єдиним , Не розбивай мій горщик , І не лякайтеся . |

## Використання
Ці кухлі були свого роду сільським жартом, який додавав атмосфери та веселощів у тавернах. У наш час вони служать простою розвагою. 
Гарячка - це хвороба, симптомами якої є висока температура. В давнину вірили, що раптове потрясіння, полегшує стан хворого, тому побачивши жабу кухлі, можна одужати. 
Деякі з цих кухлів були зроблені з наміром заохотити маленьких дітей допивати свій напій до дна, щоб побачити жабу.

## Виробники
Жаб'ячі кухлі вперше були виготовлені в Сандерленді приблизно в 1775 році . У 1860-х роках в англійських графствах Тіссайд та Тайн-енд-Вір ці кухлі виготовляли близько двадцяти п’яти гончарних майстерень . Їх іноді називають кухлями Сандерленда через їх перше місце виробництва.